# Сувалкская губерния
Сува́лкская губерния (пол. Gubernia suwalska) — губерния Царства Польского Российской империи (1867—1917).
Губернский город — Сувалки. В настоящее время большая часть территории находится в составе Литвы, меньшая, включая бывший губернский город, в Польше, незначительная часть также принадлежит Белоруссии.

## История
Губерния образована 1 (13) января 1867 года из части Августовской губернии.

## География
В Сувалкской губернии находилась важнейшая из сухопутных таможен России, Вержболово, на границе с Пруссией, Германская империя.
Площадь — 11028,6 квадратных вёрст (12550,92 км²).

## Административное деление
В начале XX века в состав губернии входило 7 уездов:
| № | Уезд            | Уездный город           | Площадь, вёрст² | Население (1897), чел. |
| - | --------------- | ----------------------- | --------------- | ---------------------- |
| 1 | Августовский    | Августов (12 743 чел.)  | 1779,0          | 79 214                 |
| 2 | Владиславовский | Владиславов (4595 чел.) | 1558,9          | 67 295                 |
| 3 | Волковышский    | Волковышки (5788 чел.)  | 1115,7          | 76 883                 |
| 4 | Кальварийский   | Кальвария (9378 чел.)   | 1167,9          | 70 425                 |
| 5 | Мариампольский  | Мариамполь (6737 чел.)  | 1913,9          | 114 262                |
| 6 | Сейнский        | Сейны (3778 чел.)       | 1994,9          | 81 924                 |
| 7 | Сувалкский      | Сувалки (22 648 чел.)   | 1294,0          | 92 910                 |

## Руководство губернии

### Губернаторы
| Ф. И. О.                        | Титул, чин, звание                                                                  | Время замещения должности |
| ------------------------------- | ----------------------------------------------------------------------------------- | ------------------------- |
| Жерве Пётр Карлович             | действительный статский советник                                                    | 01.01.1867—11.11.1869     |
| Головин Сергей Евгеньевич       | в звании камергера, действительный статский советник                                | 05.12.1869—16.09.1882     |
| Зиновьев Николай Алексеевич     | действительный статский советник                                                    | 16.09.1882—16.02.1884     |
| Субботкин Евгений Михайлович    | действительный статский советник                                                    | 16.02.1884—09.05.1885     |
| Тхоржевский Владимир Филиппович | действительный статский советник                                                    | 06.06.1885—18.03.1886     |
| Стамеров Леонид Сергеевич       | действительный статский советник (тайный советник)                                  | 18.03.1886—26.12.1891     |
| Подгородников Иван Григорьевич  | действительный статский советник                                                    | 26.12.1891—13.11.1893     |
| Божовский Константин Васильевич | тайный советник                                                                     | 13.11.1893—24.09.1898     |
| Ватаци Эммануил Александрович   | статский советник, и. д. (утверждён 24.01.1900), (действительный статский советник) | 24.09.1898—01.02.1902     |
| Арцимович Михаил Викторович     | в звании камергера, действительный статский советник                                | 21.02.1902—16.10.1904     |
| Стремоухов Пётр Петрович        | статский советник                                                                   | 16.10.1904—28.02.1911     |
| Купреянов Николай Николаевич    | действительный статский советник                                                    | 28.02.1911—1917           |

### Вице-губернаторы
| Ф. И. О.                              | Титул, чин, звание                                             | Время замещения должности |
| ------------------------------------- | -------------------------------------------------------------- | ------------------------- |
| Фрибес Александр Викентьевич          | действительный статский советник                               | 14.03.1869—30.07.1871     |
| Толочанов Аркадий Андреевич           | статский советник (действительный статский советник)           | 30.07.1871—19.12.1880     |
| Рамзай Николай Александрович          | барон, статский советник                                       | 03.01.1881—01.01.1885     |
| Анненков Александр Антонович          | и. д. (утверждён 20.01.1886, действительный статский советник) | 28.02.1885—15.02.1890     |
| Строкин Иван Порфирьевич              | действительный статский советник                               | 15.02.1890—08.12.1890     |
| Заушкевич Иван Дмитриевич             | действительный статский советник                               | 17.01.1891—30.09.1898     |
| Лобанов-Ростовский Алексей Николаевич | князь, в звании камер-юнкера, коллежский асессор, и. д.        | 11.11.1898—20.03.1900     |
| Ширяев Георгий Михайлович             | действительный статский советник                               | 20.03.1900—19.07.1903     |
| Борх Борис Юрьевич                    | граф, коллежский советник (действительный статский советник)   | 19.07.1903—1915           |
| Мясоедов Владимир Николаевич          | коллежский асессор                                             | 1915—1916                 |
| Макапигский Дмитрий Платонович        | надворный советник                                             | 1916—1917                 |

## Население

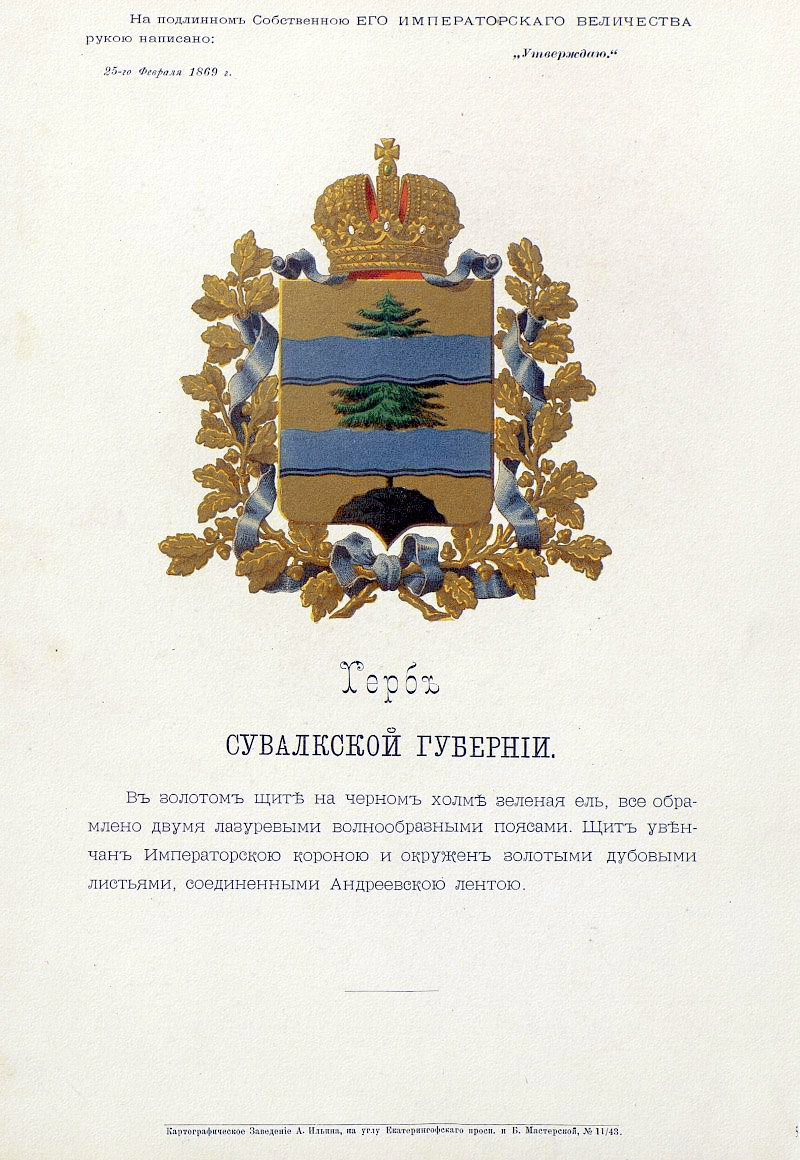
Герб губернии c оф.описанием, утверждённый Александром II (1869)

Национальный состав в 1897 году:
| Уезд             | литовцы | поляки | евреи  | немцы  | белорусы | русские |
| ---------------- | ------- | ------ | ------ | ------ | -------- | ------- |
| Губерния в целом | 52,2 %  | 23,0 % | 10,1 % | 5,2 %  | 4,6 %    | 4,2 %   |
| Августовский     | …       | 49,1 % | 11,6 % | …      | 32,5 %   | 5,4 %   |
| Владиславовский  | 82,8 %  | 1,3 %  | 7,4 %  | 7,1 %  | …        | …       |
| Волковышский     | 68,7 %  | 3,9 %  | 8,5 %  | 15,9 % | …        | 2,1 %   |
| Кальварийский    | 72,6 %  | 10,1 % | 9,3 %  | 3,6 %  | …        | 3,7 %   |
| Мариампольский   | 77,0 %  | 2,9 %  | 10,3 % | 5,0 %  | …        | 4,0 %   |
| Сейнский         | 59,7 %  | 22,9 % | 11,8 % | 1,2 %  | …        | 4,4 %   |
| Сувалкский       | 8,5 %   | 66,8 % | 11,3 % | 4,3 %  | …        | 7,9 %   |